# Comtat de Winterthur
El comtat de Winterthur fou una jurisdicció del Sacre Imperi Romanogermànic a la moderna Suïssa.
La ciutat de Vitudurum fou destruïda en l'alta edat mitjana (potser al segle v) però va sorgir una nova població gairebé al mateix lloc probablement al segle vi o vii; la seva posició estratègica entre el Tösstal i les planes la va fer prospera i sota els carolingis es va fundar una església al segle ix. La primera menció escrita de la ciutat és del 919 amb el nom de Niederwinterthur mentre la part de la ciutat amb l'església era Oberwinterthur; els dos assentaments mantenien certa rivalitat. Els historiadors no es posen d'acord en la successió d'esdeveniments i hi ha dues teories principals:
- La primera i més antiga diu que els senyors locals van veure els seus dominis confiscats per l'emperador el 1030 que els va infeudar als comtes d'Ebersberg dels quals va passar per matrimoni als comtes d'Achalm i d'aquestos va passar a una branca dels udalríquides que eren comtes de Maden i es titulaven comtes de Gröningen i comtes de Winterthur, i es van extingir amb Adelaida.

- La teoria més moderna diu que una casa senyorial d'origen udalríquida, amb dominis a Kyburg i Winterthur, va enllaçar amb els comtes de Nellenburg, una branca dels Udalrics que van agafar llavors el nom de Winterthur; extingits els Nellenburg la parenta més propera seria Adelaida, que va fer valer els seus drets i el seu marit Hartman i els seus descendents haurien pres possessió entre 1100 i 1150 de part de l'herència en perjudici dels altres pretendents, com Adalbert de Mörsburg, els comtes de Veringen o el bisbe de Constança.

En la segona teoria Winterthur apareix en mans d'Adalbert I fill d'Udalric II (VII) tronc dels comtes de Bregenz. Adalbert de Winterthur s'esmenta com a mort el 8 de setembre de 1030 i va deixar un fill de nom Werner I, que fou, des de vers 1024, advocat o defensor (protector) de Kaufungen; el 1027, a la mort del comte Dodicó, va rebre els dominis comtals a Maden al Lahngau i Neckergau al nord del Hessen que li foren concedits per Conrad II al que fou lleial, que eren força importants i als que es va dedicar. Fou el porta estendard de l'emperador, càrrec hereditari en la seva família (primicerius et more signifer regis) al que anava lligat el castell de Gröningen o Grueningen, i que va exercir sota Enric III (1028-1053). Hauria heretat Winterthur a Suàbia del seu pare el 1030 i reunit dominis a Hessengau i Suàbia. En la campanya imperial contra Bretislav I de Bohèmia va caure en una emboscada i va morir en batalla el 23 d'agost de 1040 junt al seu fill Luitfrid i altres nobles i soldats. Estava casat amb Irmgarda possible filla d'Eberard IV de Nellenburg (segons Europäische Stammtafeln, germana del comte Eppó o Eberard, de la casa dels comtes de Nellenburg) i va tenir quatre fills: Adalbert (II) (+1053) que el va succeir al comtat de Winterthur a Turgòvia; Luitfrid, mort combatent junt amb el seu pare (1040); Herman (+1065), abat d'Einsiedeln, i Werner II que el va succeir a Maden i Neckargau residint als castell d'Oberburg a Gudensberg. El 1052 els germans Adalbert II i Werner II van anar a Itàlia i els dos van morir en batalla a Civitate, a la Pulla, el 18 de juny de 1053 contra els normands; els dos germans dirigien 600 soldats alemanys (de Suàbia) els únics contingents no italians de l'exèrcit del Papa Lleó IX (del que eren parents) que fou derrotat pels normands. Werner II fou el pare almenys de Werner III, comte de Maden; era menor d'edat quan el pare va morir i a Maden va exercir la regència la seva mare i el seu parent Eberard IV de Nellenburg (cosí del seu pare) va esdevenir (temporalment ?) comte al Neckergau. Seria llavors que Winterthur va passar al comtat de Nellenburg. Extingits els Nellenburg amb la mort del comte Eberard VI (II) el 1169 l'herència va passar a Matilde de Mörsberg (morta abans de 1180) filla i hereva d'Adalbert de Mörsberg i casada amb Adalbert I de Dillingen, fill de Hartman I de Dillingen i d'Adelaida de Winterthur; així Adalbert reunia per Winterthur els drets de Nellenburg i de la branca col·lateral de Mörsberg i a més els d'Adelaida de Winterthur que devia ser descendent (una neta) d'Adalbert II de Winterthur. De la unió de tots aquestos territoris (Nellenburg, Mörsberg, Winterthur i Dillingen) es va crear el comtat que fou anomenat comtat de Kyburg pel castell de Kyburg que pertanyia als antics comtes de Winterthur. Una variant d'aquesta teoria considera que Adalbert II va tenir successors a Winterthur (el Casus Monasterii Petrishusensis la fa filla de Liutfred que no pot ser el germa d'Udalric VI de la branca de comtes de Bregenz, i germana d'Adalbert (III?) i doncs seria filla de Luitfred (II), un fill d'Adalbert II, i hauria heretat després del govern del seu pare i potser del seu germà). Luitfred no hauria perdut el comtat que hauria transmes al seu fill Adalbert III o a Adelaida i aquesta a Hartman I de Dilligen o al seu fill Adalbert I de Dillingen.
Sota els comtes de Kyburg la població de Nierderwinterthur va passar a dir-se simplement Winterthur (segle XIII). Els comtes de Kyburg empraven Winterthur de fet com la seva capital; fou fortificada i es va construir una muralla, fossat i torres de vigilància, i l'estructura de la ciutat, va ser promoguda de forma sistemàtica cosa que encara es pot veure avui en dia en la construcció de la ciutat vella. Els Kyburgs són considerats els fundadors de la ciutat, tot i que a Winterthur només li van concedir una carta de ciutat als Habsburg, quan van heretar el comtat de Kyburg en extingir-se la nissaga comtal el 1264.